# Мелроуз-Плейс (телесериал, 1992)
«Мелроуз Плейс» (англ. Melrose Place) — американская прайм-тайм мыльная опера. Продюсером выступил Аарон Спеллинг, автором идеи сериала — Даррен Стар, чей предыдущий проект — телесериал «Беверли-Хиллз, 90210» к тому времени достиг большого успеха. С 8 июля 1992 по 24 мая 1999 года сериал еженедельно выходил на американском телеканале FOX. На протяжении многих лет создателям «Мелроуз Плейс» удавалось привлечь телевизионную аудиторию, удачно сочетая мелодраму и секс с чёрным юмором, насилием, шокирующими и абсурдными сюжетными ходами. Кроме того, «Мелроуз Плейс» стал первым сериалом, воспевшим культуру яппи. Этот сериал с его гедонистским и одновременно безысходным взглядом на жизнь был признан одним из характерных явлений американской поп-культуры 1990-х годов.
В 2007 году Entertainment Weekly поместил сериал на 51 место в списке ста лучших классических шоу.

## Обзор
Сериал был задуман Даррен Старом в 1991 году и впервые дебютировал летом 1992 года на телеканале FOX и поначалу не приносил больших рейтингов. Среди первых героев была молодая супружеская пара — врач Майкл и его жена Джейн, начинающий модельер; сотрудница рекламного агентства Эллисон и её сосед по квартире, начинающий писатель Билли; студент и волонтёр Мэтт; молодой человек без определённых занятий Джейк; подруги официантка/актриса Сэнди и инструктор по аэробике Ронда; начинающая фотограф Джо.
Всё изменилось после того, как продюсеры решили резко повернуть сюжет сериала и «продали» дом на Мелроуз-авеню, 4616, в котором «проживали» герои, бизнес-леди Аманде Вудворд. На роль Аманды, коварной интриганки, манипулирующей своими жильцами, Спеллинг пригласил актрису Хизер Локлир, прославившуюся участием в наиболее успешном проекте Спеллинга — сериале «Династия». С этого момента рейтинг «Мелроуз Плейс» резко пошёл вверх. Из сериала о нелегкой жизни молодых профессионалов в Лос-Анджелесе «Мелроуз Плейс» превратился в гимн промискуитету, беспощадной конкурентной борьбе и смерти. Герои «Мелроуз Плейс» вступали в беспорядочные половые связи, тонули в бассейне, пропадали в океане во время яхтенных прогулок, гибли в автокатастрофах, выпадали из окон, становились жертвами сексуального насилия, вешались, стрелялись и т. п.
Визитной карточкой «Мелроуз Плейс» стали откровенные, на грани допустимого на целомудренном американском телевидении сексуальные сцены. Так, Аманда, героиня Хизер Локлир, в начале второго сезона разрушила зарождавшийся роман Билли и Эллисон, а затем переспала со всеми мужчинами, появлявшимися на пороге дома на Мелроуз-авеню (за исключением гомосексуала Мэтта). Доктор Майкл Манчини (Томас Калабро) женился семь раз — и почти всегда на разных женщинах, а в 1995 году продюсеры пригласили на одну из ролей скандальную порнозвезду Трейси Лордс, моментально подняв рейтинги до заоблачных высот.
Среди типичных героев сериала была шизофреничка Кимберли Шоу (Марсия Кросс). Актриса, появившаяся в одиннадцатом эпизоде первого сезона, так понравилась продюсерам, что осталась ещё на пять лет, подарив телезрителям множество незабываемых моментов. Выйдя из комы, в которой она оказалась по вине своего любовника Майкла, Кимберли начала страдать диссоциативным психозом. Во время одного из приступов своего психического расстройства она сумела взорвать дом, где жили герои сериала. Но наиболее шокирующим моментом, вызвавшим ажиотаж в прессе, была попытка безнаркозной лоботомии, которую Кимберли попыталась сделать Питеру при помощи ручной дрели и медсестры Бенсон в исполнении Присциллы Пресли. Причиной тяжелого недуга Кимберли была смертельная опухоль мозга, от которой героиня и умерла.
«Мелроуз Плейс» был одним из немногих сериалов, в котором появлялся герой-гомосексуал — студент-медик Мэтт в исполнении Дага Сэванта. В отличие от остальных героев он никогда не занимался сексом на экране, а его единственный поцелуй был вырезан из сериала по настоянию продюсеров.
Симптоматично, что сериал исчез с телеэкранов вместе со своей эпохой. «Мелроуз Плейс» закончился в 1999 году по многим причинам. Во-первых, из сериала ушёл один из создателей — Даррен Стар, который занялся раскруткой своего собственного детища — сериала «Секс в большом городе» на кабельном телеканале HBO. Во-вторых, в сезоне 1997—1998 годах сериал — всего за несколько эпизодов — покинули полюбившиеся зрителям герои, и это оттолкнуло от «Мелроуз Плейс» многих преданных поклонников. Кроме того, гонорары актёров сильно возросли, а доходы от него стали уменьшаться: ходили слухи, что на деньги, которые Хизер Локлир получает за эпизод, можно было бы запустить новый проект, в то время как рейтинг «Мелроуз Плейс» катастрофически падал.

## Актёры и персонажи
На протяжении всех семи сезонов в шоу было 23 постоянных актёра, которые перечислялись во вступительной заставке в алфавитном порядке, стилизованной под популярные шоу восьмидесятых, такие как «Даллас» и «Тихая пристань», за исключением Хизер Локлир, которая, несмотря на то, что была ведущей актрисой, в титрах отмечалась как «Специально приглашённая звезда» в конце заставки.

### Основной состав
- Томас Калабро — Майкл Манчини (1992—1999)
- Джози Биссетт — Джейн Эндрюс Манчини (1992—1998)
- Эндрю Шу — Билли Кэмпбелл (1992—1998)
- Кортни Торн-Смит — Эллисон Паркер (1992—1997)
- Грант Шоу — Джейк Хэнсон (1992—1997)
- Даг Сэвант — Мэтт Филдинг (1992—1997)
- Ванесса А. Уильямс — Ронда Блэр (1992—1993)
- Эми Локейн — Сандра «Сэнди» Луиз Харлинг (1992—1993)
- Марсия Кросс — Кимберли Шоу Манчини (1992—1997)
- Дафна Занига — Джо Рейнольдс (1992—1996)
- Лора Лейтон — Сидни Эндрюс (1993—1997)
- Хизер Локлир — Аманда Вудворд (1993—1999)
- Джек Вэгнер — Питер Бёрнс (1994—1999)
- Кристин Дэвис — Брук Армстронг (1995—1996)
- Патрик Малдун — Ричард Харт (1995—1996)
- Брук Лэнгтон — Саманта Райлли (1996—1998)
- Роб Эстес — Кайл МакБрайд (1996—1999)
- Лайза Ринна — Тейлор МакБрайд (1996—1998)
- Келли Рутерфорд — Меган Льюис Манчини (1996—1999)
- Дэвид Чарвет — Крейг Филд (1996—1998)
- Алисса Милано — Дженнифер Манчини (1997—1998)
- Джейми Лунер — Лекси Стерлинг (1997—1999)
- Линден Эшби — Бретт «Куп» Купер (1997—1998)
- Джон Хеймс Ньютон — Райан МакБрайд (1998—1999)
- Рена Софер — Ив Клири (1998—1999)

### Приглашённые звёзды
- Нестор Карбонель — Алекс
- Джон Инос III — Бобби Парези
- Келли Маккарти
- Джона Фэлкон
- Энн-Мари Джонсон
- Линда Грей
  - Позже Грей сыграла свою роль в спин-оффе — «Агентство моделей»
- Антонио Сабато-Младший
- Присцилла Пресли
- Дениз Ричардс
- Лони Андерсон
- Трейси Лордз
- Перри Кинг
- Ясмин Джи
- Виктория Сильвстедт

## Обзор сезонов

### Сезон 1
В начале первой серии мы становимся свидетелями как из дома «Мелроуз Плейс 4616» сбегает девушка Натали, оставляя свою соседку Элисон Паркер с долгами по квартире. На следующее утро мы знакомимся с жильцами этого суетного многоквартирного комплекса — врач Майкл Манчини, его жена дизайнер одежды Джейн Манчини, начинающая актриса Сандра Луис Харлинг, танцовщица Ронда Блэр, специалист по рекламе Элисон Паркер, студент Мэт Филдинг и безработный Джейк Хэнсон, а также появившийся начинающий писатель Билли Кэмпбэлл.
Молодожёны Майкл Манчини (Томас Калабро) и Джейн Эндрюс-Манчини (Джози Биссетт) были первоначально стабильной парой в жилом доме, в котором Майкл был завхозом, при этом работая доктором в мемориальной больнице Wilshire Memorial. Джейн изначально была продавщицей одежды в бутике, а со временем — подающим надежды модельером, получив предложение работать на знаменитую и успешную модельершу. К Джейн временами наезжала её младшая сестра Сидни Эндрюс (Лора Лейтон), которая была тайно влюблена в её мужа Майкла. Их соседями были: недавняя выпускница университета, правильная отличница Эллисон Паркер (Кортни Торн-Смит), пострадавшая после побега её соседки находит себе нового соседа по двухкомнатной квартире в лице Билли Кэмпбелла (Эндрю Шу). Эллисон постепенно пробивает себе дорогу от работы секретарём в приёмной до специалиста по рекламе в агентстве «D&D», надеясь в будущем добиться успеха в рекламном бизнесе; Билли постепенно делает первые шаги от начинающего писателя и таксиста до штатного редактора журнала. Такое соседство безусловно со временем переросло у Эллисон и Билли в зарождающийся роман. Добродушный студент-медик гей Мэтт Филдинг (Дуг Савант) работал социальным работником, из-за сексуальной ориентации теряет своё рабочее место и пытается найти своё место в сфере медицины. Большую часть своей сюжетной линии провёл участием в судебном иске о дискриминации после того, как был избит из-за своей ориентации.
Джейк Хэнсон (Грант Шоу) — бунтарь-мотоциклист, герой-любовник с нелёгкой судьбой — способен соблазнить любую девушку, в том числе, по нему долго страдала юная красавица из Беверли-Хиллз Келли Тэйлор (Дженни Гарт). В начале сериала также появилась начинающая фотограф Джо Бэт Рейнольдс (Дафна Занига), переехавшая из Нью-Йорка, чтобы сбежать от своего бывшего мужа-алкоголика. Твёрдая Джо сошлась с Джейком и оба будут наслаждаться своим снова-не-снова романом. Они всё время либо встречались, либо расставались. И по окончании сезона вместе открыли собственное дело — мастерскую по ремонту мотоциклов.
Чернокожая обладательница красивой фигуры — танцовщица Ронда Блэр (Ванесса А Уильямс, не путать с Ванессой Уильямс), в прошлом — балерина, ныне — инструктор по аэробике с мечтами о прекрасном принце, и её соседка по двухкомнатной квартире — красивая блондинка, родом с юга, начинающая актриса Сэнди Луис Харлинг (Эми Локейн), с мечтами покорить Голливуд, работала по совместительству официанткой в баре под названием «Стрелки», который служил постоянным местом сборищ героев. У Сэнди и Джейка был роман, к которому они периодически возвращались. Вскоре, после многочисленных неудач на кинопробах эпизодичных ролей, Сандра получила большую роль в успешном сериале «Forever and Tomorrow» и уехала на съёмки в Нью-Йорк, оставив дом на Мелроуз (Сэнди была выписана после 13 эпизодов, когда продюсеры решили, что не будут заинтересованы в постоянном адресе её занятия). Ронда переехала после первого сезона, когда ей сделал предложение богатый ресторанный предприниматель.
Когда продюсеры столкнулись с невысокими рейтингами, то пытались перестроить серии в течение первого сезона. Перестройка пришла в виде Хизер Локлир («Династия» и «Ти Джей Хукер») в роли умной, упрямой и напористой стервы Аманды Вудворд, которая работала амбициозным арт-директором в рекламном агентстве «D&D» и стала начальницей Элисон, после того, как та получила повышение. Первоначально предназначенная, как привлекающий внимания гость, Локлир была оставлена в сериале в постоянном составе, но сохранила свой статус «Специальная звезда-гость» в заставке сериала. Вскоре Аманда начала соперничество с Элисон из-за Билли, стала вице-президентом рекламного агентства «D&D» и начала заигрывать с проживающими в доме мужчинами. Недоброжелательность Аманды, злобные высказывания, сексуальный гардероб уверенной в себе женщины помог сделать Мэлроуз наслаждением для миллионов зрителей по всему миру. В шоу стало меньше эпизодических серий и больше мыльной оперы с непрерываемыми, переплетающимися историями. Начиная с измены Майкла Манчини со своей одинокой коллегой доктором Кимберли Шоу (Марсия Кросс) и заканчивая связью Элисон с женатым мужчиной, который в конечном итоге стал преследовать её. Первый сезон закончился расставанием Майкла и Джейн, когда та наконец обнаружила его неверность с Кимберли, обнаружением того, что Аманда приобрела жилой комплекс и тем, что Элисон и Билли оказались вместе, как пара.

### Сезон 2
Во втором сезоне медленное развитие сюжета почти мгновенно сменяется динамичной подачей с более жестоким характером и сексуальностью.
Здесь продолжаются оконченные в предыдущем сезоне сюжетные линии. Так, Майкл и Джейн в конце концов разводятся с большим скандалом, в который стали вовлечены его любовница Кимберли Шоу (Марсия Кросс) и сестра Джейн — Сидни Эндрюс (Лора Лейтон). Кимберли, обнаружив измену Майкла с Сидни, оставляет его, но вскоре они снова сходятся и Майкл делает ей предложение — этот праздник заканчивается автокатастрофой, где Кимберли погибает от сильной травмы.
Счастье Джо и Джейка также было не вечным, после того как их общая мастерская сгорела в пожаре, Джо обвиняет Джейка в поджоге и он бросает её. И как раз в этот момент безответная любовь Аманды к Билли находит своё утешение в руках байкера Джейка, что сопровождается жуткой ненавистью со стороны Джо.
Тем временем Элисон по-прежнему страдает от преследований Кита, который впоследствии застрелился после её отказа. Это событие ещё больше подтолкнуло Элисон к выпивке. Билли сквозь все эти неприятности пытается сблизиться с ней, но Элисон находит себе нового поклонника в лице богатого клиента в компании. Так, после того, как Аманда узнаёт, что Джейк подставил её отца, она снова бросается в объятья Билли, который снова оставляет её в пользу Элисон.
После аварии под давлением Майкла Мэт изменяет его анализ крови, а Майкл, используя своё травматическое положение, пытается снова заслужить доверие Джейн, сам же продолжая изменять ей с её сестрой Сидни, которая раскрывает его прежний характер перед Джейн, и та его вновь бросает. Далее шантажируя Майкла, Сидни вынуждает его пойти на брак с ней, узнав об этом Джейн запускает Сидни в свадебном платье в бассейн дома. Но вскоре открывается, что Кимберли, прежняя любовь Майкла жива, и она с Майклом избавляются от назойливой Сидни.
Тем временем, Джо встречает любовь своего детства, который на деле оказывается наркоторговцем и пытается убить Джо, которая в результате сама его убивает и проходит по обвинению в убийстве и распространении наркотиков, но в суде её оправдали, благодаря Аманде. Через пару недель Джо узнаёт о том, что беременна от убитого ею любовника. А всё это время Аманда пытается справиться с давлением со стороны руководства, так как Аманду обвинили в сексуальном преследовании очередного ухажёра её новоявленной матери, в чём ей изрядно подпортила жизнь Элисон, которая также, не желая того, окончательно испортила отношения между Джейком и Амандой. Лишь упорство помогает Аманде выкрутиться из этой ситуации.
Позже выясняется, что Кимберли сильно пострадала после аварии, и желание мести не даёт ей покоя. Используя Сидни, Кимберли пытается убить Майкла, но чудом Джейн удаётся спасти его от смерти. Это не охлаждает пыл Кимберли и она предпринимает ещё попытку, выудив шантажом деньги у Джейн, она пытается найти наёмного убийцу, но после неудачи решает всё совершить сама. Так, она совершает наезд на Майкла и подставляет Джейн. Тем временем, Билли и Элисон решаются пожениться, но из-за неразрешённых проблем в своём прошлом Элисон сбегает прямо со свадьбы.

### Сезон 3
Элисон приезжает к своей сестре в Сан-Франциско, и вместе они решают разобраться с проблемами из прошлого. Испортив окончательно отношения с родителями, Элисон возвращается в Лос-Анджелес. Отношения с Билли портятся, в том числе из-за того, что Билли теперь тоже работает в D&D. Элисон уходит в запой, что мешает её карьере в D&D. Постепенно опустившись на дно, поругавшись со всеми в Мелроуз, Элисон признаёт, что она алкоголичка, и с помощью друзей вступает в клуб анонимных алкоголиков, где знакомится со знаменитым футболистом, во время лечения у них завязывается роман. После того как они покинули реабилитационный центр — Элисон понимает, что любит Билли, они расстаются и парень снова уходит в запой.
Вместе с тем, Аманда становится президентом D&D. С помощью нового друга она доводит до самоубийства бывшего президента. Позже она узнаёт, что она пешка в чужой игре, что едва не стоит ей жизни. Благодаря Майклу она остаётся жива, но узнаёт, что больна раком. Майкл помогает ей побороть болезнь, не без своей выгоды. Они сближаются. Но после поправки Аманда даёт от ворот поворот Майклу. Болезнь Аманды идёт на пользу Элисон, которая становится президентом D&D. После выздоровления, Аманда (с помощью новой помощницы — Брук), подставляет Элисон, представляя её в глазах совета директоров — профнепригодной и возвращается в кресло президента D&D.
Джейк спасает незнакомку по имени Британи, которая, как оказывается, работает на Палмера Вудворт. Эта история заканчивается смертью отца Аманды. Затем он снова начинает встречаться с Джо. Вскоре умирает его мать и он едет с Джо на похороны. Он пытается наладить отношения со своим старшим братом, с которым не общался долгое время. Брат приезжает в Мелроуз с намерением отобрать все, что есть у Джейка, его бизнес и девушку. Постепенно Джо влюбляется в Джеса… Что приводит в конечном итоге к трагедии.
Сидни пытается доказать, что не виновна в аварии с Майклом. Выходит под опекой Джейн из психушки. На протяжении сезона она то помогает Джейн, то снова строит козни, в конце концов с помощью шантажа, она становится президентом фирмы Джейн, но не долго. Джейн сумела провести Сидни и оставила её ни с чем. Но в конечном счёте фирма обонкротилась. И Джейн нашла новую работу в дизайнерской мастерской известной фирмы, с симпатичным вице-президентом, который женат на… взрослой президентше.
Питер Бёрнс (Джек Вагнер) появляется в сериале в роли нового главного врача (вместо Левина).
Выкупив контрольный пакет акций D&D, помогает Аманде стать президентом компании.
Кимберли весь сезон строить козни всем героям сериала. То Майкл попадает под её влияние, так как страдал потерей памяти. То подставила Сидни, отправив её в тюрьму. Украла ребёнка Джо. Затем из-за того, что Майкл начал встречаться за её спиной с Амандой, со скандалом ушла от него с желанием отомстить. У неё началось раздвоение личности. Что впоследствии привело к тому, что она взорвала весь район Мелроуз!

### Сезон 4
В четвёртом сезоне появляется героиня Кристен Дэвис

### Сезон 6
После трагедии, случившейся в день свадьбы, Крейг винит всех и вся в смерти своей супруги. Чисто по-человечески его можно понять. Дженнифер Манчини пытается успокоить убитого горем супруга, но все безуспешно. Самое главное то, что Крейг знает имя виновника трагедии — Саманта Рейли, новая подружка Билли. Он вынашивает коварный план мести.
Доктор Питер Бернс никак не может смириться с потерей Аманды. Он ищет всяческие способы вернуть любимую женщину. Но это невозможно, в связи с тем, что Аманда встречается с Кайлом и вполне счастлива новой семейной жизнью. Оказавшись на грани, Питер решается на отчаянный шаг. Он нанимает людей, которые похищают его бывшую супругу.

## Продукция

### DVD
| Название                     | Эпизоды | Дата выпуска       | Дополнения |
| ---------------------------- | ------- | ------------------ | --- |
| Полный Первый сезон          | 32      | 7 ноября 2006      | Season 1 episode recaps Mini Featurettes |
| Полный Второй сезон          | 32      | 1 мая 2007         | Аудиокомментарии Даррена Старра Встреча с соседями Запутанные отношения Лучшее из худшего |
| Полный Третий сезон          | 32      | 13 ноября 2007     | Мелроуз-Плейс глазами Джейка Семь минут в Аду Всё, что Вам нужно знать о 3 сезоне |
| Собрание первых Трёх сезонов | 96      | 13 ноября 2007     | Season 1 episode recaps Mini Featurettes Аудиокомментарии Даррена Старра Встреча с соседями Запутанные отношения Лучшее из худшего Мелроуз-Плейс глазами Джейка Семь минут в Аду Всё, что Вам нужно знать о 3 сезоне |
| Полный четвёртый сезон       | 34      | 15 апреля 2008     | Отсутствуют |
| Пятый сезон. Том 1           | 19      | 10 февраля 2009    | Отсутствуют |
| Пятый сезон. Том 2           | 15      | 24 ноября 2009     | Отсутствуют |
| Полный Пятый сезон           | 34      | 24 марта 2010      | Отсутствуют |
| Шестой сезон. Том 1          | 13      | 3 мая (в США) 2011 | Отсутствуют |

Существует также подарочное издание сериала, представляющее собой попарный выпуск сезонов «Мелроуз Плейс» и «Беверли-Хиллз, 90210» под названием The Good, the Bad & the Beautiful Pack с первыми сезонами шоу и The Good, the Bad & the Beautiful. Pack 2 со вторыми соответственно.

### Саундтрек

#### Melrose Place: The Music
1. That`s Just What You Are в исполнении Aimee Mann
2. Back On Me в исполнении Urge Overkill
3. Baby I Can`t Please You в исполнении Sam Phillips
4. Blah в исполнении Dinosaur Jr.
5. Ordinary Angels в исполнении Frente!
6. Precious в исполнении Annie Lennox
7. I`m Jealous в исполнении Divinyls
8. Kids… This Is Fabulon в исполнении Seed
9. Here & Now в исполнении Letters To Cleo
10. How Was It For You в исполнении James
11. A Star Is Born в исполнении Paul Westerberg

#### Melrose Place Jazz: Upstairs At MP
1. Melrose Place Theme в исполнении Tom Scott
2. The Man I Love в исполнении Etta James
3. Before You Go в исполнении Earl Klugh
4. Takes My Breath Away в исполнении Tuck & Patti
5. Amanda’s Song в исполнении Tom Scott
6. Way Past Goodbye в исполнении Lisa Fischer
7. She Is Gentle Rain в исполнении Todd Cochran
8. Martinis At Eight в исполнении Johnny Reno
9. Air Play в исполнении Ricky Peterson
10. Happy Again в исполнении The Braxton Brothers
11. I Don’t Know Enough About You в исполнении Diana Krall
12. You Never Know в исполнении Jim Brickman
13. Black Diamond (Acoustic Version) в исполнении The Rippingtons
14. Solaria в исполнении Don Grusin
15. Love Will Lead You Back в исполнении Tom Scott
16. Time For You And I в исполнении Abraham Laboriel

## Интересные факты
- Настоящая улица Мелроуз Плейс в Лос-Анджелесе не имеет жилых комплексов и резиденций. Исторически здесь есть только магазины, салоны, бутики и рестораны[4].